# NGC 2257
NGC 2257 (również ESO 87-SC24) – gromada kulista znajdująca się w gwiazdozbiorze Złotej Ryby w odległości 170 000 lat świetlnych. Została odkryta 30 listopada 1834 roku przez Johna Herschela.
Gromada NGC 2257 leży na skraju Wielkiego Obłoku Magellana i jest jedną z 15 bardzo starych gromad kulistych tej galaktyki karłowatej.